# Mendoza Challenger
Il Mendoza Challenger è stato un torneo professionistico di tennis che faceva parte delle ATP Challenger Series. È stata giocata solo l'edizione del 1995, svoltasi su campi in terra rossa a Mendoza in Argentina.

## Albo d'oro

### Singolare
| Anno | Campione        | Finalista          | Punteggio |
| ---- | --------------- | ------------------ | --------- |
| 1995 | Johan Van Herck | Juan Albert Viloca | 7–6, 6–1  |

### Doppio
| Anno | Campioni                  | Finalisti                       | Punteggio |
| ---- | ------------------------- | ------------------------------- | --------- |
| 1995 | Donald Johnson Jack Waite | Márcio Carlsson Gustavo Kuerten | 6–3, 6–2  |